# Мижули
Мижули (чув. Мĕшĕл) — деревня в Мариинско-Посадском муниципальном округе Чувашской Республики России. С 2004 до 2023 года входила  в состав Первочурашевского сельского поселения.

## География
Деревня находится в северо-восточной части Чувашии, в пределах Чувашского плато, в зоне хвойно-широколиственных лесов, к северу от автодороги 97Н-028, на расстоянии примерно 18 километров (по прямой) к югу от города Мариинский Посад, административного центра района. Абсолютная высота — 139 метров над уровнем моря.

### Часовой пояс
Деревня Мижули, как и вся Чувашия, находится в часовой зоне МСК (московское время). Смещение применяемого времени относительно UTC составляет +3:00.

## История
До революции входила в состав Чебоксарского уезда Казанской губернии.

## Население
| 2010 | 2012 |
| ---- | ---- |
| 288  | ↗301 |

### Половой состав
По данным Всероссийской переписи населения 2010 года в гендерной структуре населения мужчины составляли 49,7 %, женщины — соответственно 50,3 %.

### Национальный состав
Согласно результатам переписи 2002 года, в национальной структуре населения чуваши составляли 98 % из 328 чел.

## Известные уроженцы, жители
- Овчинников, Николай Васильевич (1918—2004) — живописец, педагог.

## Инфраструктура
Личное подсобное хозяйство с зоной сельскохозяйственного использования, индивидуальная застройка усадебного типа.
Основа экономики — сельское хозяйство.

## Транспорт
Деревня доступна автотранспортом.